# Addenda
Addenda (z łac. addere 'dodawać') – dodatki i uzupełnienia do tekstu publikowanego, takie jak aneksy i appendiksy.
W przypadku książki dodatki takie mogą przyjmować formę przypisów, które zawierają źródła treści zawartych w publikacji. Aneks wyjaśnia lub aktualizuje informacje, zwłaszcza te, które wykryte były zbyt późno, aby poprawić pracę główną. Może także informować czytelnika o występujących błędach (errata).
W przypadku dokumentu, aneksy stanowią pismo dodatkowe potwierdzające zmianę warunków umowy, jej przedłużenie lub zawierają inne informacje, których nie uwzględniono w piśmie głównym.